# Maglia arancione
La maglia arancione (fr. Maillot orange) è la maglia che veniva e che viene indossata dal leader di alcune classifiche di 2 corse a tappe di ciclismo su strada: Vuelta a España e Tour Down Under.

La maglia arancione

## Classifica generale
- Vuelta a España (nel 1935-1936, 1942 e 1977)
- Tour Down Under (dal 2008)

## Classifica scalatori
- Vuelta a España (dal 2006 al 2008)